# Tony Bill
Gerard Anthony "Tony" Bill (23 de agosto de 1940) es un actor, productor y director de cine estadounidense. Produjo en 1973 la película El golpe, por la que compartió el Óscar a la mejor película con Michael Phillips y Julia Phillips.

## Nacimiento y estudios
Bill nació en San Diego, California, y estudió en el instituto St. Augustine y en la Universidad de Notre Dame.

## Carrera
Bill empezó su carrera como actor en los años 60, primero apareciendo como el hermano menor de Frank Sinatra en Gallardo y calavera (1963). Aquel mismo año apareció en Soldado en la lluvia, protagonizada por Jackie Gleason y Steve McQueen. 
Bill se especializó en papeles juveniles. En 1966 apareció en Muerte de un viajante.
A menudo sus personajes eran amables pero no muy brillantes. También tuvo roles en Divorcio a la americana (1965), Ninguno más que el valiente (1965),  Eres un chico grande ahora (1966), Never a Dull Moment (1968), Cómo robar el mundo (1968), Estación Polar Cebra (1968), El guardián del castillo (1969), Flap (1970), Shampoo (1975), ¿Estás sólo? (1978), El corazón Bate (1980), Los pequeños dragones (1980), La gran aventura de Pee-Wee (1985), y Less Than Zero (1987).
Bill continuó actuando en películas televisivas y miniseries, cada vez en menor medida, hasta que decidió dedicarse por completo a la dirección. 
En 1980, Bill dirigió su primera película, Mi guardaespaldas. Más tarde dirigió Seis semanas (1982), Five Corners (1987), Personas locas (1990), Una casa propia (1993), Corazón indomable (1993), Flyboys, héroes del aire (2006), esta última rodada enteramente con cámaras digitales. Para televisión, Bill dirigió la obra de Truman Capote Una Navidad (1994), Harlan County War (2000), y Cuadros de Hollis Woods (2007), entre otros.
En 2009, Bill publicó el libro Movie Speak, una autobiografía y un manual sobre la etimología del lenguaje cinematográfico.

## Vida personal
Tony Bill se ha casado dos veces, la primera con Toni Grey y la segunda con Helen Buck Bartlett. En total tiene cuatro hijos: Peter Bill, nacido en 1964 y Francesca, fruto de su primer matrimonio, y dos hijas, Madeline y Daphne, del segundo.

## Premios y distinciones
Premios Óscar
| Año  | Categoría      | Película  | Resultado |
| ---- | -------------- | --------- | --------- |
| 1974 | Mejor película | The sting | Ganador   |